# 129 a.C.
Il 129 a.C. (CXXIX a.C. in numeri romani) è un anno  del II secolo a.C.

## Eventi
- Gaio Sempronio Tuditano, Manio Aquillio diventano consoli della Repubblica romana.
- Roma sopprime la rivolta nel regno di Pergamo guidata da Aristonico
- Eclissi solare totale, usata da Ipparco di Nicea per calcolare la distanza intercorsa tra Terra e Luna
- Panezio diviene direttore della Stoa

## Nati
- Asclepiade di Bitinia, medico greco antico († 40 a.C.)
- Giulia, nobildonna romana († 104 a.C.)

## Morti
- Antioco VII, sovrano
- Decimo Giunio Bruto Callaico, politico romano
- Carneade, filosofo greco antico (n. 214 a.C.)
- Publio Cornelio Scipione Emiliano, militare e politico romano (n. 185 a.C.)
- Eumene III, sovrano
- Marco Perperna, politico e generale romano